# Rövidpályás gyorskorcsolya az 1998. évi téli olimpiai játékokon
Az 1998. évi téli olimpiai játékokon a rövidpályás gyorskorcsolya versenyszámait a White Ring stadionban rendezték február 17. és 21. között. A férfiaknak és a nőknek egyaránt 3–3 versenyszámban osztottak érmeket. Magyar sportoló nem vett részt a versenyeken.

## Éremtáblázat
(A rendező nemzet csapata eltérő háttérszínnel, az egyes számoszlopok legmagasabb értéke, vagy értékei vastagítással kiemelve.)
| Az 1998. évi téli olimpiai játékok éremtáblázata rövidpályás gyorskorcsolyában | Az 1998. évi téli olimpiai játékok éremtáblázata rövidpályás gyorskorcsolyában | Az 1998. évi téli olimpiai játékok éremtáblázata rövidpályás gyorskorcsolyában | Az 1998. évi téli olimpiai játékok éremtáblázata rövidpályás gyorskorcsolyában | Az 1998. évi téli olimpiai játékok éremtáblázata rövidpályás gyorskorcsolyában | Olimpia  |
| ------------------------------------------------------------------------------ | ------------------------------------------------------------------------------ | ------------------------------------------------------------------------------ | ------------------------------------------------------------------------------ | ------------------------------------------------------------------------------ | -------- |
|                                                                                | Ország                                                                         | Arany                                                                          | Ezüst                                                                          | Bronz                                                                          | Összesen |
| 1.                                                                             | Dél-Korea (KOR)                                                                | 3                                                                              | 1                                                                              | 2                                                                              | 6        |
| 2.                                                                             | Kanada (CAN)                                                                   | 2                                                                              | 0                                                                              | 2                                                                              | 4        |
| 3.                                                                             | Japán (JPN)                                                                    | 1                                                                              | 0                                                                              | 1                                                                              | 2        |
|                                                                                |                                                                                |                                                                                |                                                                                |                                                                                |          |
| 4.                                                                             | Kína (CHN)                                                                     | 0                                                                              | 5                                                                              | 1                                                                              | 6        |
|                                                                                |                                                                                |                                                                                |                                                                                |                                                                                |          |
| Összesen                                                                       | Összesen                                                                       | 6                                                                              | 6                                                                              | 6                                                                              | 18       |

## Érmesek
A rövidítések jelentése a következő:
- WR: világrekord

### Férfi
| Az 1998. évi téli olimpiai játékok érmesei férfi rövidpályás gyorskorcsolyában |                                                                               |          |                                                                             |          |                                                         |          |
| Versenyszám                                                                    | Arany                                                                         | Arany    | Ezüst                                                                       | Ezüst    | Bronz                                                   | Bronz    |
| 500 méter                                                                      | Takafumi Tishitani · Japán (JPN)                                              | 42,862   | An Yulong · Kína (CHN)                                                      | 43,022   | Hitoshi Uematsu · Japán (JPN)                           | 43,713   |
| 1000 méter                                                                     | Kim Dong-Sung · Dél-Korea (KOR)                                               | 1:32,375 | Li Jiajun · Kína (CHN)                                                      | 1:32,428 | Eric Bedard · Kanada (CAN)                              | 1:32,660 |
| 5000 méteres váltó                                                             | Kanada (CAN) · Eric Bedard · Derrick Campbell · François Drolet · Marc Gagnon | 7:06,075 | Dél-Korea (KOR) · Chae Ji-Hoon · Lee Jun-Hwan · Lee Ho-Eung · Kim Dong-Sung | 7:06,776 | Kína (CHN) · Li Jiajun · Feng Kai · Yuan Ye · An Yulong | 7:11,558 |

### Női
| Az 1998. évi téli olimpiai játékok érmesei női rövidpályás gyorskorcsolyában |                                                                            |             |                                                                       |          |                                                                                        |          |
| Versenyszám                                                                  | Arany                                                                      | Arany       | Ezüst                                                                 | Ezüst    | Bronz                                                                                  | Bronz    |
| 500 méter                                                                    | Annie Perreault · Kanada (CAN)                                             | 46,568      | Yang Yang (S) · Kína (CHN)                                            | 46,627   | Chun Lee-Kyung · Dél-Korea (KOR)                                                       | 46,335   |
| 1000 méter                                                                   | Chun Lee-Kyung · Dél-Korea (KOR)                                           | 1:42,776    | Yang Yang (S) · Kína (CHN)                                            | 1:43,343 | Vang Hye-Kyung · Dél-Korea (KOR)                                                       | 1:43,361 |
| 3000 méteres váltó                                                           | Dél-Korea (KOR) · Chun Lee-Kyung · Wong Hye-Kyung · An Sang-Mi · Kim Junmi | 4:16,260 WR | Kína (CHN) · Yang Yang (A) · Yang Yang (S) · Wang Chunlu · Sun Dandan | 4:16,383 | Kanada (CAN) · Christine Boudrias · Isabelle Charest · Annie Perreault · Tania Vincent | 4:21,205 |